# Gert Vanderaerden
Gert Vanderaerden (né le 23 janvier 1973 à Herck-la-Ville) est un coureur cycliste belge des années 1990-2000.

## Biographie
Gert Vanderaerden est le petit frère d'Eric Vanderaerden. 

## Palmarès
- 1990
  - 3e du championnat du Limbourg du contre-la-montre juniors
- 1991
  - Circuit Het Volk juniors
  - 2e de la Ster van Zuid-Limburg
- 1993
  - 2e étape du Tour du Béarn-Aragon
- 1994
  - Prologue et 4e étape du Tour du Limbourg amateurs
  - 3e du Tour de Belgique amateurs
- 1995
  - Champion du Limbourg du contre-la-montre
  - 3e étape du Tour du Limbourg amateurs
  - 1re et 4eb étapes du Tour de Namur
  - 2e de Zellik-Galmaarden
  - 3e du Tour du Limbourg amateurs
  - 3e de l'Internationale Wielertrofee Jong Maar Moedig
  - 3e de Liège-Bastogne-Liège espoirs
- 1996
  - Coca-Cola Trophy
  - 2e étape du Tour d'Autriche
- 1998
  - Omloop Wase Scheldeboorden
  - 2e du Grand Prix Raf Jonckheere
  - 3e du Omloop van de Westkust
- 1999
  - 2e du Grand Prix de la ville de Zottegem
  - 3e du Grand Prix Jef Scherens
- 2000
  - 3e de Bruxelles-Ingooigem
- 2002
  - 3e du championnat de Belgique sur route
- 2003
  - 2e du Samyn
  - 2e du Grand Prix du 1er mai
- 2004
  - Circuit de Getxo
- 2005
  -  Champion de Belgique des élites sans contrat
  - Internationale Wielertrofee Jong Maar Moedig
  - 1re et 2e étapes du Tour du Brabant flamand
  - 3e des Deux Jours du Gaverstreek
- 2006
  - Three Corners Criterium

## Classements mondiaux
| Année           | 2005 |
| --------------- | ---- |
| UCI Europe Tour | 431e |